# Federico Cesi
Federico Cesi, italijanski rimskokatoliški duhovnik, škof in kardinal, * 1500, Rim, † 28. januar 1565.

## Življenjepis
Leta 1534 je bil imenovan za škofa Todija.
19. decembra 1544 je bil povzdignjen v kardinala.